# DeWitt (Arkansas)
DeWitt ist eine Stadt (mit dem Status „City“) und neben Stuttgart einer von zwei Verwaltungssitzen des Arkansas County im US-amerikanischen Bundesstaat Arkansas. Das U.S. Census Bureau hat bei der Volkszählung 2020 eine Einwohnerzahl von 3.056 ermittelt.

## Geographie
DeWitt liegt im Osten von Arkansas, 37 km nördlich des Arkansas River und rund 80 km westlich des die Grenze zum Bundesstaat Mississippi bildenden Mississippi River.
Die geographischen Koordinaten von DeWitt sind 34°17′34″ nördlicher Breite und 91°20′16″ westlicher Länge. Das Stadtgebiet erstreckt sich über eine Fläche von 6,7 km² und liegt innerhalb der La Grue Township.
Nachbarorte von DeWitt sind Van (11,2 km ostnordöstlich), Tichnor (23,8 km südsüdöstlich), Gillett (22,5 km südlich), Lodge Corner (17,8 km westlich) und Almyra (19,6 km nordwestlich).
Die nächstgelegenen größeren Städte sind Arkansas’ Hauptstadt Little Rock (131 km nordwestlich), Memphis in Tennessee (185 km nordöstlich), Mississippis Hauptstadt Jackson (331 km südsüdöstlich) und Shreveport in Louisiana (366 km südwestlich).

## Verkehr
Der U.S. Highway 165 bildet die westliche Stadtgrenze von DeWitt. im Zentrum der Stadt treffen die Arkansas State Routes 1, 130, 152 und 153 zusammen. Alle weiteren Straßen sind untergeordnete Landstraßen, teils unbefestigte Fahrwege sowie innerörtliche Verbindungsstraßen.
Mit dem De Witt Municipal Airport befindet sich 5,6 km südöstlich ein kleiner Flugplatz. Die nächsten Verkehrsflughäfen sind der Bill and Hillary Clinton National Airport in Little Rock (122 km nordwestlich) und der Memphis International Airport (193 km nordöstlich).

## Bevölkerung
Nach der Volkszählung im Jahr 2010 lebten in DeWitt 3292 Menschen in 1366 Haushalten. Die Bevölkerungsdichte betrug 491,3 Einwohner pro Quadratkilometer. In den 1366 Haushalten lebten statistisch je 2,3 Personen.
Ethnisch betrachtet setzte sich die Bevölkerung zusammen aus 74,5 Prozent Weißen, 21,4 Prozent Afroamerikanern, 0,3 Prozent amerikanischen Ureinwohnern, 0,4 Prozent Asiaten sowie 2,1 Prozent aus anderen ethnischen Gruppen; 1,4 Prozent stammten von zwei oder mehr Ethnien ab. Unabhängig von der ethnischen Zugehörigkeit waren 3,2 Prozent der Bevölkerung spanischer oder lateinamerikanischer Abstammung.
24,2 Prozent der Bevölkerung waren unter 18 Jahre alt, 59,2 Prozent waren zwischen 18 und 64 und 16,6 Prozent waren 65 Jahre oder älter. 53,0 Prozent der Bevölkerung war weiblich.
Das mittlere jährliche Einkommen eines Haushalts lag bei 32.607 USD. Das Pro-Kopf-Einkommen betrug 20.983 USD. 20,1 Prozent der Einwohner lebten unterhalb der Armutsgrenze.